# Aleksej Ermolaevič Ėvert
Aleksej Ermolaevič Ėvert in russo Алексей Ермолаевич Эверт?, indicato anche come Everth o Ewarts (Mosca, 4 marzo 1857 – Možajsk, 12 novembre 1918) è stato un generale russo.

## Biografia

### I primi anni e l'inizio della carriera
Aleksej Ermolaevič Ėvert nacque il 4 marzo 1857 a Mosca, in una famiglia della nobiltà russa di origini tedesche. Intrapresa la carriera militare, venne assegnato al 1º reggimento del corpo dei cadetti di Caterina II nel 1874, frequentando la scuola militare Aleksandrovskoe dal 1876. Dopo il diploma, prestò servizio nel reggimento Volinskij.
Combatté nella guerra russo-turca nel 1877, frequentando dal 1882 un corso della accademia militare di stato maggiore e venendo riassegnato al distretto militare di Mosca come vicecomandante in capo dello stesso distretto, alle dirette dipendenze del generale Pontus Brevern-de la Gardie. Sul finire del 1882, Ėvert venne assegnato alla 3ª divisione di fanteria come aiutante del comandante. Sul finire del marzo del 1886 venne nominato al distretto militare di Varsavia. Divenne quindi comandante di alcuni reggimenti minori prima di essere nuovamente destinato al distretto di Varsavia come ufficiale di stato maggiore, questa volta sotto le dirette dipendenze del comandante in capo conte Iosif Gurko. Sul finire del gennaio del 1893, venne nominato capo dello stato maggiore della 10ª divisione di fanteria. Nel 1900, nel 1901 e nuovamente nel 1903, venne nominato capo dello stato maggiore dell'XI, XIV e V corpo d'armata rispettivamente.

### Guerra russo-giapponese
Nel 1904, il generale Evert prese parte alla guerra russo-giapponese. In circa sette mesi di guerra fu quartiermastro generale dello stato maggiore del comandante in capo delle operazioni, l'ammiraglio Evgenij Ivanovič Alekseev. Alla fine di marzo del 1905, venne nominato comandante del quartier generale della 1ª armata della Manciuria. A guerra conclusa, ottenne una spada d'oro al coraggio nel 1906 per la conduzione delle operazioni. A metà aprile del 1906, venne nominato capo dello stato maggiore del XIII corpo d'armata e poi comandante nel 1908. Nel 1911, Ėvert venne promosso generale di fanteria ed a metà del 1912 venne nominato comandante in capo del distretto militare di Irkutsk e atamano dei cosacchi locali.

### La prima guerra mondiale
La prima guerra mondiale scoppiò nel 1914, e in quel contesto il generale Ėvert venne nominato comandante della X armata. Prese parte per breve tempo all'invasione russa della Prussia orientale, ma dopo soli sette giorni di campagna militare gli subentrò nel comando il tenente generale Vasilij Egorovič Flug, subentrando a sua volta all'anziano generale Zal'ca, prendendo poi parte all'invasione della Galizia e alla battaglia della Vistola. A metà agosto del 1915, Ėvert subentrò al generale Michail Alekseev come comandante in capo del fronte occidentale nella guerra, nonché aiutante generale dello zar dal dicembre di quell'anno. Da maggio a giugno, Ėvert e la sua armata combatterono le forze austro-tedesche a Opatów e a Lublino. A settembre, le sue forze riuscirono a respingere i nemici tra le città di Smarhon' e Dvinsk (oggi Daugavpils), fatto che gli fece ottenere la medaglia di III classe dell'Ordine di San Giorgio.
All'inizio di marzo del 1916, comandò l'offensiva presso il lago Naroch (attuale territorio della Bielorussia) assieme al generale Aleksej Kuropatkin, ma per la mancanza di artiglieria adeguata le truppe russe non riuscirono a sconfiggere le difese tedesche e ciò portò al fallimento dell'operazione. Il professore franco-slavo Jules Legra, giunto in Russia nel febbraio del 1916 su istruzioni del dipartimento della propaganda militare del ministero della difesa russo, nelle sue memorie giudicò negativamente le azioni di Ėvert:

#### L'offensiva Brusilov
Secondo le direttive del comando supremo russo alla fine di aprile del 1916, l'offensiva del fronte occidentale venne affidata a Ėvert. Il generale però ritardò più volte l'inizio dell'offensiva anche per l'avvio dell'offensiva Brusilov nel vicino fronte sudoccidentale. L'offensiva, originariamente orientata a catturare Vilnius, cambiò obbiettivo puntando su Baranavichy. Malgrado mesi di pianificazioni, l'offensiva fallì.
Il generale Aleksej Brusilov, comandante in capo del fronte sudoccidentale e autore dell'offensiva Brusilov (che da lui appunto prese il nome) si espresse in questi termini a proposito del generale Ėvert:
All'inizio del 1917, il generale Ėvert propose un attacco a Vilna, ma questi piani incontrarono la forte opposizione di altri generali, in particolare di Vasilij Iosifovič Gurko e di Aleksandr Lukomskij e venne riassegnato al contrattacco della X armata russa.

#### La rivoluzione di febbraio
Il 2 marzo 1917, dopo che i rivoluzionari ebbero ottenuto il governo, Alekseev inviò a Nicola II un telegramma chiedendogli l'abdicazione, telegramma al quale anche il generale Ėvert si accodò "per evitare che la Russia sprofondi nella rivoluzione e nell'anarchia".
Secondo le memorie del generale Ali-Aga Šichlinskij, a seguito della rivoluzione di febbraio, uno dei membri della Duma, Nikolaj Ščepkin, nuovo ministro della guerra, ordinò a Aleksandr Gučkov di portarsi a Minsk, dove suggerì all'alto comando di rimuovere il generale Ėvert dalla sua posizione, cosa che venne fatta. Dopo la sua rimozione, venne rimpiazzato per breve tempo dal generale Vladimir Vasil'evič Smirnov e poi dallo stesso Gurko. A marzo venne pensionato definitivamente.

### Gli ultimi anni e la morte
Sulla fine del generale Ėvert esistono diverse versioni: secondo alcune fonti venne arrestato a Cheka e ucciso poi dopo essere stato imprigionato a Možajsk (secondo quanto riportato dal principe Vladimir Druckoj-Sokolinskij). Secondo un'altra versione venne rilasciato dopo essere stato detenuto dai bolscevichi e morì in pace a 69 anni, anche se la prima versione è ritenuta la più attendibile dal momento che il suo corpo venne sepolto a Možajsk.